# خورخي سيلفا ميلو
خورخي سيلفا ميلو (بالبرتغالية: Jorge Silva Melo) (و. 1948  م) هو ممثل، وكاتب سيناريو، ومترجم، وكاتب، ومخرج أفلام برتغالي، ولد في لشبونة.

## جوائز
حصل على جوائز منها:

نيشان الحرية من رتبة قائد ‏

## وصلات خارجية
- خورخي سيلفا ميلو على موقع IMDb (الإنجليزية)
- خورخي سيلفا ميلو على موقع ألو سيني (الفرنسية)
- خورخي سيلفا ميلو على موقع ميوزك برينز (الإنجليزية)
- خورخي سيلفا ميلو على موقع أول موفي (الإنجليزية)
- خورخي سيلفا ميلو على موقع قاعدة بيانات الفيلم (الإنجليزية)
- خورخي سيلفا ميلو على موقع كينوبويسك (الروسية)